# سوکوبان

یک پازل سوکوبان در حال حل شدن

سوکوبان (倉庫番 sōkoban, نگه‌دارندهٔ انبار) نوعی پازل جابجایی است که در آن بازیکن جعبه یا صندوق‌ها را در یک برای قرار دادن آن‌ها در محل نگه‌داری‌شان در انبار هل می‌دهد. این پازل معمولاً به شکل یک بازی ویدیویی پیاده‌سازی می‌شود.